# 尾張造
尾張造（おわりづくり）は、日本における神社建築様式の1つ。

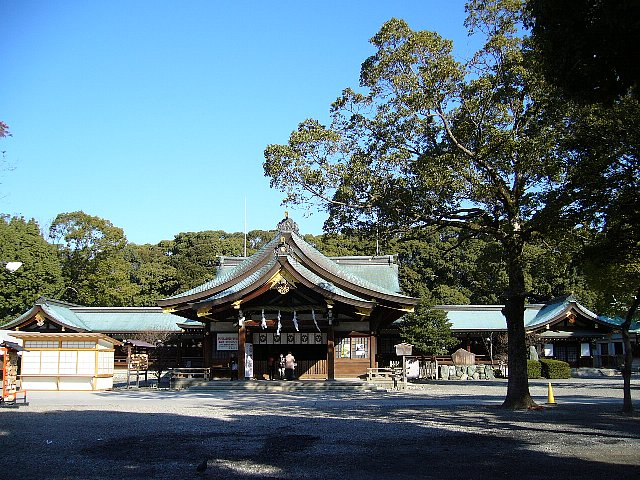
尾張国一宮である真清田神社

## 概要
本殿（後）、祭文殿（中）、拝殿（前）を回廊で繋いだ左右対称の建築様式で、尾張地方独特の建築様式。

## 建築例

### 現存建築
- 真清田神社（愛知県一宮市）
- 津島神社（愛知県津島市）
- 尾張大国霊神社（愛知県稲沢市）
- 大縣神社（愛知県犬山市）
- 田縣神社（愛知県小牧市）
- 高座結御子神社 （愛知県名古屋市熱田区）
- 氷上姉子神社 （愛知県名古屋市緑区）
- 富部神社（愛知県名古屋市南区）

など

### かつての建築
- 熱田神宮（愛知県名古屋市熱田区）